# Lago Minnewaska
O Lago Minnewaska é um lago no condado de Pope, no estado norte-americano do Minesota. As cidades de Glenwood, Long Beach e Starbuck estão localizadas em torno do lago. Pertence à bacia hidrográfica do rio Mississippi.
Minnewaska é um nome derivado das línguas nativas americanas que significa "boa água".